# Liste der Entdecker
Die folgende Liste führt Entdecker auf, die durch ihre Forschungsreise Regionen für die Allgemeinheit bekannt gemacht haben oder als erste diese erreicht haben, womit sie einen bleibenden Einfluss auf den weiteren Verlauf der Geschichte ausübten. Die Liste erhebt keinen Anspruch auf Vollständigkeit.
Beispielsweise ermöglichten die Reisen von Christoph Kolumbus und Vasco da Gama die europäische Expansion, auch wenn die von ihnen erreichten Gebiete schon zuvor besiedelt waren. Neil Armstrong und Buzz Aldrin erreichten als erste Menschen den Mond, der aber allgemein bekannt ist.
Die Liste ist – soweit vorhanden – alphabetisch nach Nachnamen geordnet. Die Einträge sind in der Form
- [[Vorname Nachname|Nachname, Vorname]] (Geburtsjahr – Sterbejahr), Herkunft, Profession und Angabe der Entdeckung(en)

## A
- Abalakow, Jewgeni Michailowitsch (1907–1948), Sowjetunion, Erstbesteiger des Pik Ismoil Somoni
- Abreu, António de (1480–?), Portugal, Entdecker Timors und der Banda-Inseln
- Adams, William (1564–1620), England, entdeckt 1600 als erster Engländer Japan
- Africanus, Leo (1490–1550), Maure, Sahara, Sudan
- Aguirre, Lope de (1510–1561), Spanien, Konquistador in Südamerika, El Dorado, Orinoko
- Alarcón, Hernando de (16. Jahrhundert), Spanien, Seefahrer im Pazifik, Baja California
- Buzz Aldrin (1930–), USA, erreichte mit Neil Armstrong als die ersten beiden Menschen den Mond
- Alexander Abakumowitsch (?–1372), Russland, erkundete das Land am Ob, Westsibirien
- Almagro, Diego de (1475–1538), Spanien, Konquistador
- Albuquerque, Alfonso de (1453–1515), Portugal, Seefahrer, zweiter Gouverneur Indiens
- Almeida, Francisco de (1450–1510), Portugal, afrikanische und indische Küsten, Mosambik
- Alvarado, Gonzalo de (16. Jahrhundert), Spanien, Konquistador, Gründer San Salvadors
- Alvarado, Hernando de (16. Jahrhundert), Spanien, Konquistador Nordamerika, entdeckte den Pecos
- Alvarado, Pedro de (um 1486–1541), Spanien, Konquistador Mexiko, Begleiter Cortez
- Álvarez, Gonçalo (15. u. 16. Jahrhundert), Portugal, entdeckte 1505 Gough (Diego Alvarez)[1]
- Álvares, Francisco (1465–1540), Portugal, Äthiopien
- Amundsen, Roald (1872–1928), Norwegen, erster Mensch am Südpol
- Anderson, William (1921–2007), USA, unterquerte als erster den Nordpol
- Andrée, Salomon (1854–1897), Schweden, Ballonfahrtversuch zum Nordpol
- Andrews, Roy Chapman (1884–1960), USA, Wüste Gobi, Mongolei
- Ango, Jehan (1480/81–1551), Frankreich, Entdecker Brasiliens und Sumatras
- Anjou, Pjotr Fjodorowitsch (1796–1869), Russland, Neusibirische Inseln
- Ankudinow, Gerassim (17. Jahrhundert), Russland, Forscher, durchquerte als erster Europäer die Beringstraße
- Arctowski, Henryk (1871–1958), Polen, Antarktis
- Arellano, Alonso de Spanien, erste West-Ost-Überquerung des Pazifik
- Armstrong, Neil (1930–2012), USA, betrat als erster Mensch den Mond
- Arsenjew, Wladimir (1872–1930), Russland, erforschte den Fernen Osten Russlands (Ussurigebiet)
- Auer, Väinö (1895–1981), Finnland, Feuerland und Patagonien
- Aufschnaiter, Peter (1899–1973), Österreich, Tibet, Nepal
- Avilés, Pedro de Menendez de (1519–1574), Spanien, Gründer von St. Augustine und erster Gouverneur Floridas
- Ayala, Juan de (1745–1797), Spanien, Kalifornien, erschloss die San Francisco Bay
- Azambuja, Diogo de (1432–1518), Portugal, Westafrika
- Azara, Félix de (1746–1821), Spanien, La-Plata-Länder

## B
- Babinow, Artemi (16. Jahrhundert–nach 1620), Russland, Ural
- Back, George (1796–1878), Großbritannien, Arktis
- Baer, Karl Ernst von (1792–1876), Russland, Finnland
- Baffin, William (1584–1622), England, Seefahrer (Arktis)
- Baker, Samuel White (1821–1893), England, Afrikareisender
- Balboa, Vasco Núñez de (1475–1519), Spanien, durchquerte den Isthmus von Panama und sah als erster Europäer den Pazifik
- Baldaia, Afonso Gonçalves (15. Jahrhundert), Portugal, erforschte die afrikanische Westküste bis etwa 22° 3' nördlicher Breite
- Balmat, Jacques (1762–1834), Savoyen, Erstbesteiger des Mont Blanc
- Barents, Willem (1550?–1597), Holland, Nowaja Semlja auf der Suche nach der Nordostpassage
- Barth, Heinrich (1821–1865), Deutschland, Afrikaforscher
- Bartlett, Robert (1875–1946), Kanada, Arktis[2]
- Bary, Erwin von (1846–1877), Deutschland, Saharaforscher
- Bass, George (1763–1803), Großbritannien, umrundete Tasmanien (Bass-Straße)
- Bates, Henry Walter (1825–1892), Großbritannien, Amazonas-Gebiet
- Battuta, Abu Abdullah Muhammad Ibn (1304?–1377?), Marokko, Ostasienreisender
- Baudin, Nicolas (1754–1803), Frankreich, Entdecker der westaustralischen Küstenroute
- Baumann, Oskar (1864–1899), Österreich, Afrikaforscher
- Becknell, William (1790–1832), USA, Entdecker des Santa Fé Trails
- Beebe, Charles William (1877–1962), USA, Tiefseeforscher
- Beechey, Frederick William (1796–1856), Großbritannien, Polarregionen
- Beke, Charles Tilstone (1800–1874), Großbritannien, Äthiopien
- Belalcázar, Sebastián de (oder Benalcázar), (etwa 1479–1551), Spanien, Konquistador und Schatzsucher (El Dorado)
- Belcher, Edward (1799–1877), Großbritannien, Polarforscher.
- Bellingshausen, Fabian Gottlieb von (1778–1852), Russland, Forscher
- Bellot, Joseph-René (1826–1853), Frankreich, Polarforscher (Kanadisch-Arktischer Archipel)
- Beltrame, Giovanni (1824–1906), Italien, Afrikareisender
- Beltrami, Giacomo (1779–1855), Italien, Forschungsreisender, Suche nach der Quelle des Mississippis
- Belzoni, Giovanni Battista (1778–1823), Italien, Pionier der Ägyptologie
- Bénard de La Harpe, Jean-Baptiste (1683–1765), (Frankreich), Louisiana
- Bendeleben, Ottfried von (1836–1908), erforschte die Seward-Halbinsel in Alaska
- Benjowski, Moritz (1741/46?–1786), Ungarn (Slowake), Forscher, Nordpazifik, Westalaska und die östliche Küstenlinie Asiens
- Bering, Vitus (1681–1741), Dänemark, Seereisender
- Berlanga, Tomás de (1487?–1551), Spanien, Entdecker der Galapagosinseln
- Bermúdez, Juan de (1450?–1520?), Spanien, Entdecker der Bermudainseln
- Béthencourt, Jean de (1362–1425), Frankreich, Eroberer der Kanarischen Inseln
- Beurmann, Karl Moritz von (1835–1863), Deutschland, Afrikaforscher
- Bilimek, Dominik (1813–1884), Österreich-Ungarn, zentrales Hochland Mexikos
- Binger, Louis-Gustave (1856–1936), Frankreich, Obervolta
- Bingham, Hiram (1875–1956), Hawaii, Entdecker von Machu Picchu
- Biscoe, John (1794–1843), England, Antarktis
- Blaxland, Gregory (1778–1853), Expedition über die Blue Mountains (Australien)
- Blériot, Louis (1872–1936), Frankreich, erste Überfliegung des Ärmelkanals
- Bligh, William (1754–1817), Großbritannien, Entdecker der Bounty-Inseln, einiger Fidschi-Inseln und Teilen der Neuen Hebriden
- Bodega y Quadra, Juan Francisco de la (1743–1794), Spanien, Pazifischer Nordwesten
- Boone, Daniel (1734–1820), USA, Frontiersman in Kentucky und Tennessee
- Borchgrevink, Carsten Egeberg (1864–1934), Norwegen, Südpolforscher
- Bottego, Vittorio (1860–1897), Italien, Jubaland (Somalia)
- Bougainville, Louis Antoine de (1729–1811), Frankreich, Seefahrer und Weltumsegler
- Bouvet, Charles (1705–1786), Frankreich, Südatlantik
- Bowers, Henry (1883–1912), Großbritannien, Antarktis
- Bransfield, Edward (1785–1852), Ire, Marineoffizier, Antarktis
- Brazza, Peter (1852–1905), Belgien, Afrikaforscher (Kongo)
- Brendan (484–577), irischer Abt, bereiste den Atlantik
- Bridger, James (1804–1881), USA, Entdecker des Großen Salzsees
- Brito Capello, Hernandogildo Augusto de (1841–1917), Portugal, Afrikaforscher
- Browne, William George (1768–1813), Großbritannien, entdeckte die Ammon-Oase (Siwa)
- Bruce, James (1730–1794), Großbritannien, Ägypten und Äthiopien
- Bruce, William Speirs (1867–1921), Schottland, Antarktis
- Brûlé, Étienne (1592–1633), Frankreich, Quebeck
- Brunner, Thomas (1821–1874), Großbritannien, Westküste der Südinsel Neuseelands
- Brun-Rollet, Antoine (1810–1858), Frankreich, Afrikaforscher
- Brussiliow, Georgi Lwowitsch (1884–1914), Russland, Arktis
- Buchner, Max (1846–1921), Deutsches Reich, Forschungsreisender
- Bunge, Alexander (1803–1890), Russland, Russisch-Fernost, China
- Bunnell, Lafayette (1824–1903), USA, Yosemite-Tal[3]
- Burckhardt, Jean Louis (1784–1817), Schweiz, Orientreisender
- Burke, Robert O’Hara (1821–1861), Irland, erste Süd-Nord-Durchquerung Australiens
- Burn-Murdoch, William Gordon (1862–1939), Großbritannien, Antarktis
- Burns, Alexander (1805–1841), Asien
- Burton, Richard Francis (1821–1890), Großbritannien, untersuchte die Nilquellen, entdeckte den Tanganjikasee
- Busa, Jelissei Jurjewitsch (17. Jahrhundert), Russland, Nordsibirien
- Büttner, Oskar Alexander (1858–1927), Deutschland, Kongobecken
- Button, Thomas (?–1634), England, kanadische Arktis
- Bylot, Robert (17. Jahrhundert), England, kanadische Arktis
- Byrd, Richard E. (1888–1957), USA, Arktis, Antarktis
- Byron, John (1723–1786), Großbritannien, Südseeforscher

## C
- Caboto, Giovanni (etwa 1450–1498), Italien, Seefahrer in englischem Auftrag, befuhr den Atlantik nach Nordamerika
- Caboto, Sebastian (1472–1557), Italien, Seefahrer, befuhr den Nordatlantik nach Labrador, den Südatlantik an den La Plata
- Cabral, Pedro Álvares (etwa 1467–ca. 1520), Portugal, entdeckte Brasilien und Madagaskar
- Cabrilho, João Rodrigues (?–1543), Portugal, Kalifornien
- Cadamosto, Alvise (1432–1488), Italien, entdeckte im Dienste der Portugiesen drei der Kapverdischen Inseln
- Cagni, Umberto (1863–1932), Italien, Polarforscher, Franz-Joseph-Land, Alaska
- Cailliaud, Frederic (1787–1869), Frankreich, Afrikaforscher
- Caillié, René (1799–1838), Frankreich, Afrikaforscher
- Cambier, Ernest François (1844–1909), Belgien, Afrikaforscher und Erbauer der ersten Eisenbahn des Kongo
- Cameron Verney Lovett (1844–1894), Großbritannien, Tanganjikasee, Kongo
- Caminha, Pêro Vaz de (1455–1500), Portugal, Begleiter Cabrals bei der Entdeckung Brasiliens
- Cano, Juan Sebastian del (1476–1526), Spanien, vollendete die erste von Magellan begonnene Weltumseglung
- Cão, Diogo (?–1486), Portugal, erforschte die afrikanische Westküste
- Capello, Hermenogildo Augusto de Brito (1841–1917), Portugal, durchquerte Afrika von Angola bis zur Ostküste
- Cárdenas, García López de (16. Jahrhundert), Spanien, Entdecker des Grand Canyon
- Carpini, Giovanni Piano (1185–1252), Italien, reiste im 13. Jahrhundert in die Mongolei
- Carstenszoon, Jan (17. Jahrhundert), Niederlande, Küste Neuguineas und Golf von Carpentaria
- Carter, Howard (1874–1939), Großbritannien, Entdecker des Grabs Tutenchamons
- Carteret, Philipp (1733–1796), England, Seefahrer in der Südsee, Entdecker von Pitcairn
- Cartier, Jacques (1491–1557), Frankreich, entdeckte den Sankt-Lorenz-Strom und segelte nach Montréal
- Carver, Jonathan (1710–1780), USA, Mississippi
- Casement, Roger (1864–1916), Irland, Kongo
- Castelnau, Francis de la Porte (1802–1880), Frankreich, Forschungsreisender, Nord- und Südamerika
- Castilla, Gabriel de (1577–1620), Spanien, Südpolarmeer
- Cavendish, Thomas (1555–1592), England, Segler und Forscher.
- Cecchi, Antonio (1849–1896), Italien, Abessinien
- Chabarow, Jerofei Pawlowitsch (um 1610–nach 1667), Russland, Erforschung und Kolonisation von Russisch-Fernost
- Chaillé-Long, Charles (1842–1917), USA, Südsudan, Ostafrika
- Chamisso, Adelbert von (1781–1838), Frankreich, Polynesien, Hawaii, Alaska
- Champlain, Samuel de (etwa 1567–1635), Frankreich, gründete die Kolonie in Kanada
- Chang-Ch'ien (2. Jahrhundert v. Chr.), China, bereiste als erster die Hauptroute der Seidenstraße
- Changchun (1148–1227), China, Zentralasien, Mongolei
- Chanykow, Nikolai Wladimirowitsch (1819–1878), Russland, reiste in Persien und Afghanistan
- Charcot, Jean-Baptiste (1867–1936), Frankreich, Polarforscher
- Chaschchasch, ibn Said ibn Aswad (9. Jahrhundert), Kalifat von Córdoba, hypothetischer Entdecker Amerikas
- Chavanne, Joseph (1846–1902), Österreich, Mexiko, Westindien, Sahara
- Cherrie, George (1865–1948), USA, Süd- und Mittelamerika
- Cherry-Garrard, Apsley (1886–1959), Großbritannien, Antarktis
- Chun, Carl (1852–1914), Deutschland, Tiefsee
- Catlin, George (1796–1872), USA, Mittlerer Westen der USA
- Clapperton, Hugh (1788–1827), Großbritannien, Niger
- Claraz, Georges (1832–1930), Schweiz, Argentinien (Buenos Aires, Pampa, Patagonien)
- Clark, George Rogers (1752–1818), USA, Pionier v. a. in Kentucky
- Clark, William (1770–1838), USA, leitete mit Meriwether Lewis die Expedition von Lewis und Clark
- Clavering, Douglas Charles (1794–1827), Großbritannien, Polarregion
- Clerke, Charles (1741–1779), Großbritannien, Begleiter Cooks, Südsee, Nordwestpassage
- Colter, John (etwa 1750–1813), entdeckte das Gebiet des heutigen Yellowstone-Nationalparkes
- Comber, Thomas (1852–1887), Großbritannien, Kamerun und Kongo
- Conti, Niccolo di (etwa 1395–1469), Venedig, Entdeckungsreisender nach Indien und China.
- Cook, Frederick (1865–1940), USA, Polarforscher, nach eigenen Angaben erster Mensch am Nordpol
- Cook, James (1728–1779), Großbritannien, erforschte den Pazifik
- Coronado, Francisco Vásquez de (etwa 1510–1554), Spanien, erforschte Neumexiko und den Südwesten Amerikas
- Corte-Real, Gaspar (~1450–1501), Portugal, Grönland, potentieller Entdecker von Labrador und Neufundland
- Corte-Real, João Vaz (?–1496), Portugal, potentieller Entdecker Amerikas (Neufundland)
- Corte-Real, Miguel (1448–1502), Portugal, potentieller Entdecker von Massachusetts[4]
- Cortés, Hernán (1485–1547), Spanien, eroberte das Aztekenreich, entsandte Expeditionen nach Baja California
- Cosa, Juán de la (1459–1510), Spanien, Karibik, Mittelamerika
- Cousin, Jean (15. Jahrhundert), Frankreich, Azoren, hypothetischer Entdecker Amerikas
- Cousteau, Jacques-Yves (1910–1997), Frankreich, Meeresbiologe und Forscher
- Covilhã, Pedro de (1450–1530), Portugal, Orient, Äthiopien
- Crampel, Paul (1864–1891), Frankreich, Äquatorial-Afrika
- Crean, Thomas (1877–1938), Irland, Antarktis
- Crevaux, Jules (1847–1882), Frankreich, erforschte Guyana und Surinam
- Csoma, Sándor Kőrösi (1784–1842), Ungarn, Indien, Tibet
- Cunha, Tristão da (um 1460–1539), Portugal, Admiral, Entdecker Tristan da Cunhas und von zwei weiteren Vulkaninseln im Südatlantik

## D
- Dallmann, Eduard (1830–1896), Deutschland, bereiste Sibirien, Neuguinea und die Antarktis
- Dampier, William (1651–1715), Großbritannien, Freibeuter, Hydrograph, Entdecker
- Dattan, Adolph (1854–1924), Deutschland/Russland, ethnologische Sammlungen aus Russisch-Fernost
- David-Néel, Alexandra (1868–1969), Frankreich, Reiseschriftstellerin und Forscherin, bereiste Tibet
- Dávila, Pedro Arias (um 1440–1531), Spanien, Mittelamerika
- Davis, John (1550–1605), England, Seefahrer und Entdecker der Falklandinseln, der Baffin Bay und der Davisstrasse
- Davis, John (1784–?), England, Robbenjäger und erster Mensch, der einen Fuß auf den antarktischen Kontinent setzte
- Davis, Nathan (1812–1882), Großbritannien, Tunesien
- David, Tannatt William Edgeworth (1858–1934), Großbritannien, Antarktisforscher, Erstbesteiger des Mt. Erebus
- Decken, Karl Klaus von der (1833–1865), Deutschland, Afrikaforscher
- Deceour, Henri Alexis (1855–1900), Frankreich, Afrikaforscher
- De Haven, Edwin Jesse (1816–1865), USA, Arktisforscher
- Delcommune, Alexandre (1855–1922), Belgien, Afrikaforscher
- DeLong, George W. (1844–1881), USA, Nordpolreisender
- Denham, Dixon (1786–1828), Großbritannien, westliches Zentralafrika
- Deschnjow, Semjon (um 1605–1673), Russland, Forscher, durchquerte als erster Europäer die Beringstraße
- Dias, Dinis (15. Jahrhundert), segelte zu den Kapverdischen Inseln und entdeckte die Terra dos Guineus.
- Dias, Diogo (1450–1500), Bruder des Bartolomeu Diaz; sieht als erster Madagaskar
- Diaz, Bartolomeu (1450–1500), Portugal, Forscher umrundete als erster das Kap der Guten Hoffnung
- Diaz, Melchior (1500–1541), Spanier, Konquistador, Südwesten Nordamerika
- Dixon, George (1755–1800), Großbritannien, Seefahrer in nordamerikanischen Gewässern
- Donner, Kai (1888–1935), Finnland, Sibirien
- Douglas, David (1799–1834), Schottland, Pazifischer Nordwesten der heutigen USA
- Drake, Francis (etwa 1540–1596), England, Pirat, Führer der zweiten Weltumsegelung
- Drasche-Wartinberg, Richard von (1850–1923), Österreich, Indischer Ozean (Reunion, Mauritius, Luzon) und Ostasien (Philippinen)
- Drygalski, Erich von (1865–1949), Deutschland, Antarktis
- Du Petit-Thouars, Abel Aubert (1793–1864), Frankreich, Marquesas
- Dupetit-Thouars, Aristide Aubert (1760–1798), Frankreich, Marmara-Meer, Ionische Inseln, Ägäis
- Duveyrier, Henri (1840–1892), Frankreich, Sahara
- Dyhrenfurth, Günter (1886–1975), Schweiz, Himalaya

## E
- Eanes, Gil (erste Hälfte 15. Jahrhundert), Portugal, fuhr als erster über das Kap Bojador hinaus und kehrte zurück
- Eberhardt, Isabelle (1877–1904), Schweiz, bereiste als Mann verkleidet Nordafrika
- Eckener, Hugo (1868–1954), Deutschland, zahlreiche Zeppelinfahrten
- Ehinger, Ambrosius (vor 1500–1533), Deutschland, Konquistador, erster Statthalter Klein-Venedigs, Gründer Maracaibos
- Elcano, Juan Sebastián (1476–1526), Spanien, vollendete Magellans Weltumseglung
- Elias, Ney (1844–1897), England, Zentral-, Ost- und Südostasien
- Ellsworth, Lincoln (1880–1951), USA, Polarregionen
- Entrecasteaux, Joseph Bruny d’ (1737–1793), Frankreich, suchte Lapérouse und erforschte Teile von Papua-Neuguinea
- Erik der Rote (um 950–1003), Norwegen, erforschte und kolonisierte Grönland
- Eriksson, Leif (um 970-um 1020), Norwegen, kolonisierte Vinland, entdeckte Amerika
- Escayrac de Lauture, Stanislas von (1826–1868), Frankreich; Afrika, China
- Eschscholtz, Johann Friedrich (1793–1831); Weltreise mit der Rusrik-Expedition
- Estevanico (?–1539), Maure aus Nordafrika, durchquerte als erster Afrikaner Nordamerika
- Eudoxos (2. Jahrhundert v. Chr.), Grieche, Wiederentdecker des Seewegs von Ägypten nach Indien
- Evans, John (1770–1799), Wales, Nordamerika
- Everest, George (1790–1866), Großbritannien, Ingenieur, Vermessungen in Indien und im Himalayagebiet
- Eyre, Edward John (1815–1901), Australien, Australien (unter anderem Lake Eyre)

## F
- Falkenstein, Julius (1842–1917), Deutschland, Afrikaforscher
- Fanning, Edmund (1769–1841), USA, Südsee
- Farman, Henri (1874–1958), Frankreich, erster Nachtflug, erster Passagierflug Europas
- Favenc, Ernest (1845–1908), Großbritannien, Australien
- Faxian (337–422), China, Indien
- Federmann, Nikolaus (1506–1542), Deutschland, Expeditionen ins Innere von Venezuela und Kolumbien
- Fedtschenko, Alexei Pawlowitsch (1844–1873), Russland, Zentralasien
- Fernandes, António (15. Jahrhundert), Portugal, afrikanische Westküste
- Fernández, Juan (1536–1604), Spanien, südamerikanische Westküste, Entdecker der Juan-Fernández-Inseln
- Filchner, Wilhelm (1877–1957), Deutschland, Tibet- und Südpolarexpeditionen
- Fischer, Gustav Adolf (1848–1886), Deutschland, Afrikaforscher
- FitzRoy, Robert (1805–1865), Großbritannien, Südamerika (Kapitän der HMS Beagle)
- Flegel, Robert (1852–1886), Deutschland, Afrikaforscher
- Flinders, Matthew (1774–1814), Großbritannien, umsegelte als erster Australien und Tasmanien
- Folger, Mayhew (1774–1828), USA, Wiederentdecker Pitcairns
- Forbes, Henry Ogg (1851–1932), englischer Reisender in den indonesischen Archipel und Neuguinea
- Forrest, Alexander (1849–1901), Australien, Erkundungen Westaustraliens
- Forrest, John (1847–1918), Australien, erste West-Ost-Durchquerung Australiens
- Forster, Georg (1754–1794), Deutschland, Begleiter Cooks auf dessen Weltumsegelung
- Forster, Johann Reinhold (1729–1798), Deutschland, Wolga, Südsee
- Foster, Henry (1796–1831), Großbritannien, Polarforscher
- Foucauld, Charles de (1858–1916), Frankreich, Maghreb
- Foxe, Luke (1586–1635), Großbritannien, Hudson-Bay
- Francois, Curt von (1852–1931), Luxemburg, Südwestafrika
- Francqui, Lucien (1863–1935), Belgien, Afrikaforscher (Kongo)
- Franklin, John (1786–1847), Großbritannien, große Teile der Nordwestgebiete Kanadas
- Fraser, Simon (1776–1862), Kanada, erforschte große Teile von Britisch-Kolumbien
- Frémont, John Charles (1813–1890), erforschte das Oregon Trail und die Sierra Nevada (USA)
- Freycinet, Louis de (1779–1842), Frankreich, erforschte die Küstenregion Westaustraliens
- Friedrichsthal, Emanuel von (1809–1842), Österreich, Pionier der Fotoexpedition, Mittelamerika
- Frobisher, Martin (1535–1594), England, entdeckte die nach ihm benannte Frobisher Bay
- Fuchs, Vivian Ernest (1908–1999), England, erste Antarktis-Überquerung vom Weddel- zum Rossmeer

## G
- Gabriel, Alfons (1894–1976), Österreich, erforschte die Wüsten Irans und Afghanistans
- Gagarin, Juri (1934–1968), Sowjetunion, erster Mensch im All
- Galindo, Juan (1802–1839), Erforscher der mittelamerikanischen Ruinen
- Gama, Paulo da (?–1499), Portugal, Begleiter und Bruder von Vasco da Gama auf dessen Seereise nach Indien
- Gama, Vasco da (1469?–1524), Portugal, entdeckte Indien auf dem Seeweg
- Gann, Thomas (1867–1938), Großbritannien, Maya-Ruinen
- García de Nodal, Bartolomé (1574–1622), Entdecker der Diego-Ramirez-Inseln
- Garnier, Francis (1839–1873), Frankreich, Mekong
- Gedenschtrom, Matvei (1780–1845), Russland, Nordsibirien
- Gerlache de Gomery, Adrien de (1866–1934), Belgien, Antarktis
- Gessi, Romolo (1831–1881), Italien, bereiste das Gebiet des Weißen Nils
- Gilbert, Humphrey (1537–1583), England, gründete die erste englische Kolonie in Neufundland
- Gibson, Alfred (?–1874), Australien, Gibsonwüste
- Giles, Ernest (1835–1897), Großbritannien, australisches Zentralland
- Glidden, Charles Jasper (1857–1927), USA, erste Weltumrundung mit einem Automobil
- Gmelin, Johann Georg (1709–1755), Deutschland, Sibirien
- Goës, Benedikt (1562–1607), Portugal, Reisen in China
- Goiti, Martín de (–1574), Spanien, Eroberer Manilas, Philippinen
- Golownin, Wassili Michailowitsch (1776–1831), Russland, Pazifik
- Gómez, Esteban (1483–1538), Portugal, Nordamerika, Begleiter Magellans[5]
- Gonçalves, André (15. bzw. 16. Jahrhundert), Portugal, Brasilien
- Gonçalves, Antão (15. Jahrhundert), Portugal, drang als erster europäischer Sklavenhändler in Westafrika vor
- Gonçalves, João, segelte zusammen mit João Fernandes Lavrador und anderen im März 1501 in Richtung Neufundland
- Gonçalves, Lopes (15. Jahrhundert), Portugal, Entdecker von Cap Lopez und erster namentlich bekannter Europäer in der Südhemisphäre
- Gore, John (1730–1790), Großbritannien, Begleiter Cooks in der Südsee, Hebriden
- Götzen, Gustav Adolf von (1866–1910), Deutschland, Ruanda
- Gould, John (1804–1881), Großbritannien, Südaustralien
- Grandidier, Alfred (1836–1921), Frankreich, erforschte Madagaskar und entdeckte fossile Reste des legendären Riesenvogels
- Grant, James Augustus (1827–1892), Schottland, Ostafrika
- Grauer, Rudolf (1870–1927), Österreich, Kongo
- Gravenreuth, Karl von (1858–1891), Deutschland, Kamerun
- Greely, Adolphus (1844–1935), USA, Ellesmere-Insel
- Gregory, Augustus (1819–1905), Erforschung des Landesinnern von Australien
- Gregory, John Walter (1864–1932), Schottland, Expeditionen in Amerika, Australien und Ostafrika (Great Rift Valley)
- Grenfell, George (1849–1906), England, Kongo
- Grijalva, Juan de (1490–1527), Spanien, Entdecker Yucatáns und der Azteken
- Grogan, Ewart (1874–1967), England, zu Fuß von Kapstadt nach Kairo, Ostafrika, Kenia[6]
- Grove, Florence Crauford (1838–1902), Großbritannien, Erstbesteiger des Elbrus
- Grünwedel, Albert (1856–1935), Deutschland, Zentralasien
- Gunnbjoern (um 900), Entdecker Grönlands
- Guzmán, Nuño Beltrán de (1490?–1544), Konquistador, Nordosten Mexiko
- Güßfeldt, Paul (1840–1920), Deutschland, Westafrika, Anden

## H
- Haast, Julius von (1822–1887), Deutschland, Forschungen in Neuseeland
- Hall, Charles Francis (1821–1871), USA, Nordpolarexpeditionen in die kanadische Arktis
- Hanno (um 500 v. Chr.), Karthago, bereiste die Westküste Afrikas
- Hatton, Frank (1861–1883), England, Britisch-Nordborneo
- Henenu (um 2000 v. Chr.), Ägypten, bereiste das Rote Meer, entdeckte das Land Punt
- Hargraves, Edward Hammond (1816–1891), englischer Entdecker der Goldfelder in Australien
- Harkhuf (um 2300 v. Chr.), Ägypter bereiste das Land Jam
- Harrer, Heinrich (1912–2006), Österreich, Erstbegehung der Eigernordwand, zahlreiche Forschungsreisen
- Hartog, Dirk (1580–1621), Niederlande, Seefahrer, Westaustralien
- Hass, Hans (1919–2013), Österreich, zahlreiche Unterwasserexpeditionen
- Hawkins, Richard (1561–1622), England, Seefahrer[7]
- Hayden, Ferdinand Vandeveer (1829–1887), USA, Rocky Mountains
- Hayes, Isaac Israel (1832–1881), USA, Polarforscher, Naresstraße
- Hayward, George W. (1839–1870), Großbritannien, Zentralasien
- Heaphy, Charles (1820–1881), Großbritannien, Westküste der Südinsel Neuseelands
- Hearne, Samuel (1745–1792), Großbritannien, Zentralkanada bis Polarmeer
- Hector, James Schottland (1834–1907), Rocky Mountains
- Hedin, Sven (1865–1952), Schweden, Zentralasien
- Hein, Wilhelm (1861–1903), Österreich, Orientalist, v. a. in Jemen
- Heinrich der Seefahrer (1394–1460), Portugal, Initiator der portugiesischen Entdeckungsreisen des 15. Jahrhunderts
- Helbig, Karl (1903–1991), Deutschland, Forschungsreisen nach Sumatra, Borneo und Mexiko
- Helmreichen zu Brunnfeld, Virgil von (1805–1852), Österreich, Durchquerung des südamerikanischen Kontinents
- Hennepin, Louis (1640–um 1700), Belgien, Entdecker der Niagarafälle und der St. Anthony Fälle
- Henson, Matthew (1886–1955), USA, erster Mensch am Nordpol
- Herbert, Wally (1934–2007), England, erste Nordpolüberquerung von Alaska nach Spitzbergen
- Herjúlfsson, Bjarni (* um 966), Norwegen, möglicher Entdecker Nordamerikas
- Hernández de Córdoba, Francisco († 1517), Spanien, Yucatán
- Hernández de Córdoba, Francisco (ca. 1475–1526), Konquistador und Gründer Nicaraguas
- Herndon, William Lewis (1813–1857), USA, Amazonien
- Herodot (484?–424? v. Chr.), Griechenland, Persien und Ägypten
- Hesse-Wartegg, Ernst von (1851–1918), Österreich, Weltreisender
- Heuglin, Theodor von (1824–1876), Deutschland, Afrika- und Polarforscher
- Heyerdahl, Thor (1914–2002), Norwegen, Forscher
- Hezeta, Bruno de (1743–1807), Spanien, pazifischer Nordwesten
- Hillary, Edmund (1919–2008), Neuseeland, erster Mensch am Mount Everest, dritter Mensch am Südpol
- Himilkon (um 480 v. Chr.), Karthago, Seefahrer
- Hoadley, Charles (1887–1947), Australien, Antarktis
- Hoces, Francisco de (?–1526), Spanien, Südspitze Feuerlands, Drakestraße
- Hocheder, Johann Carl (1800–1864), Österreich, Brasilien
- Hochstetter, Ferdinand von (1829–1884), Österreich, Neuseeland
- Hodgkinson, Clement (1818–1893), Großbritannien, New South Wales[8]
- Höhnel, Ludwig von (1857–1942), österreichischer Afrikaforscher
- Hojeda, Alonso de (ca. 1470–1515), Karibik
- Holub, Emil (1847–1902), Österreich-Ungarn, südliches Afrika
- Hornemann, Friedrich Konrad (1772–1801), Deutschland, erforschte die Karawanenroute von Kairo nach Libyen, Haussa-Staaten
- Houtman, Cornelis de (1565–1599), Niederlande, Gewürzinseln
- Houtman, Frederick de (1571–1627), Niederlande, australische Westküste, Astronom
- Hovell, William (1786–1875), Großbritannien, Australien
- Huc, Evariste (1813–1860), Frankreich, durchquerte die Mongolei und Tibet
- Hudson, Henry (um 1565–um 1611), England, Entdecker, Hudson River, Hudson Bay und Albany
- Hügel, Carl von (1796–1870), Österreich, Asienforscher
- Humboldt, Alexander von (1769–1859), Deutschland, erforschte Mittelamerika und Südamerika, Sibirien
- Hume, Hamilton (1797–1873), Australien, fand den Landweg von Sydney nach Melbourne
- Hutchinson, James Sather (1867–1959), USA, Erstbesteiger zahlreicher Gipfel der Sierra Nevada
- Hutchinson, Thomas Joseph (1820–1885), Großbritannien, Afrikaforscher
- Hutten, Philipp von (1505–1546), Deutschland, Venezuela

## I
- Ibn Battuta (1304–1377), Marokko, weite Reisen durch Nordafrika und Arabien
- Ibn Fadlān, Ahmad (10. Jahrhundert), Irak, Kiewer Rus, Wolga
- Ibn Rustah, Ahmad (10. Jahrhundert), Persien, Russland, Skandinavien, Arabien
- Iden-Zeller, Oskar (1879–1925), Deutschland, Sibirien
- Indikopleustes, Kosmas (6. Jahrhundert), griechischer Seefahrer, Schwarzes Meer, Arabien, Ostafrika und Südindien
- Inglefield, Edward Augustus (1820–1894), britischer Admiral und Polarforscher, Ellesmere-Insel
- Ingraham, Joseph (1762–1800), USA, Marquesas
- Ingstad, Helge (1899–2001), Norwegisch-dänischer Forscher, Gouverneur von Grönland
- Irvine, Andrew (1902–1924), Großbritannien, hypothetischer Erstbesteiger des Mt. Everest
- Isachsen, Gunnerius (1868–1939), Norwegen, Polarforscher, kanadische Arktis, Grönland, Svalbard
- Ivens, Roberto (1850–1898), Portugal, Südafrika

## J
- Jackson, Frederick George (1860–1938), Großbritannien, sibirische Tundra, Franz-Josef-Land, Große Victoriawüste
- Jacquin, Nikolaus Joseph Freiherr von (1727–1817), Österreich, Antillen
- James, Thomas (1593–1635), England, Hudsonbay
- Janszoon, Willem (1571–1638), Niederlande, Entdecker Australiens
- Jason (14. Jahrhundert v. Chr.), antikes Griechenland, Kolchis (Georgien)
- Jermak (1540?–1585), Russland, Eroberer Sibiriens
- Jiménez de Quesada, Gonzalo (1509–1579), Spanien, Entdecker Kolumbiens und Venezuelas, Gründer von Bogotá
- Jobson, Richard (17. Jahrhundert), Großbritannien, Äthiopien, Gambia
- Johansen, Hjalmar (1867–1913), Norwegen, Süd- und Nordpol
- Johnston, Henry Hamilton (1858–1927), Großbritannien, Afrika, beschrieb das Okapi
- Joliet, Louis (1645–1700), Frankreich, Entdecker des Missouri und Arkansas, Kartograf des Mississippi
- Jühlke, Karl Ludwig (1856–1886), Deutschland, Deutsch-Ostafrika
- Junghuhn, Franz Wilhelm (1809–1864), Deutschland, erforschte Java und Westsumatra
- Junker, Wilhelm (1840–1892), Russland, erforschte den oberen Nil und dessen Nebenflüsse

## K
- Kaempfer, Engelbert (1651–1716), Deutschland, Japan
- Kamel, Georg Joseph (1661–1706), Österreich, Philippinen
- Kandt, Richard (1867–1918), Deutschland, Afrikaforscher, Deutsch-Ostafrika
- Kane, Elisha Kent (1820–1857), USA, Afrika, Asien und Nordpolarmeer
- Kapiza, Andrei Petrowitsch (1931–2011), Russland, Antarktisforscher, Entdecker des Wostoksees
- Kappler, August (1815–1887), Deutschland, Suriname, Gründer Albinas
- Karlsefni, Thorfinn (9. und 10. Jahrhundert), Island, Vinlandfahrt
- Keeling, William (1578–1620), Großbritannien, Kokosinseln
- Kegel, Johann Karl Ehrenfried (1784–1863), Deutschland, Kamtschatka
- Kennan, George (1845–1924), USA, Sibirien, Kamtschatka
- Kennedy, Edmund (1818–1848), Großbritannien, Queensland, New South Wales
- Kennedy, William (1830–1890), Britisch-Nordamerika, Kanadische Arktis
- Kerguelen de Trémarec, Yves Joseph de (1734–1797), Frankreich, australische Küste, Kerguelen-Inseln
- Kermadec, Jean Michel Huon de (1748–1793), Frankreich, Südsee
- Kingsley, Mary (1862–1900), Großbritannien, Afrikaforscherin und Ethnologin, West und Zentralafrika
- Knox, Robert (1641–1720), England, Gefangener im Königreich Kandy, Entdecker Anuradhapuras
- Koch, Lauge (1892–1964), Dänemark, Geologe und Kartograf, Grönland
- Koldewey, Carl (1837–1908), Deutschland, Nordpolarexpeditionen
- Koltschak, Alexander Wassiljewitsch (1874–1920), Russland, Arktis
- Kolumbus, Christoph (1451–1506), Genua, erreichte Amerika auf der Suche nach dem Seeweg nach Indien, entdeckte zahlreiche Länder und Inseln und gründete eine Kolonie auf Hispaniola
- Konščak, Ferdinand (1703–1759), Kroatien, Kalifornien, Mexiko[9]
- Kotschy, Theodor (1813–1866), Österreich, Reisen nach Ägypten, Sudan, Syrien, Türkei und Persien
- Kotzebue, Otto von (1787–1846), Russland, Leiter von zwei russischen Weltumseglungen (1815–1818 und 1823–1826)
- Kozlow, Pjotr (1863–1935), Russland, Mongolei, Tibet
- Krapf, Johann Ludwig (1810–1881), Deutschland, bereiste Kenia und Tansania
- Krenkel, Ernst (1903–1971), Sowjetunion, Polarforscher
- Krusenstern, Adam Johann von (1770–1846), Russland, Leiter der russischen Weltumseglungs-Expedition 1803–1806
- Kund, Richard (1852–1904), Deutschland, Forschungsexpeditionen in Kamerun

## L
- La Condamine, Charles-Marie de (1701–1774), Frankreich, Amazonas
- Ladrillero, Juan Fernández (1495–1582), Spanien, Erforschung der Magellanstraße 1557
- Laing, Alexander Gordon (1793–1826), England, erkundete Timbuktu
- Lamy, Amédée-François (1858–1900), Frankreich, Sahara, Kongo, Tschad
- Lancaster, James (1554–1618), Großbritannien, Indischer Ozean
- Lander, John (1806–1839), England, erforschte den Niger und Benue
- Lander, Richard Lemon (1804–1834), England, Westafrika
- La Pérouse, Jean-François de (1741–1788), Frankreich, Erforscher des Pazifik
- Laptew, Chariton Prokofjewitsch (?–1763), Russland, Taimyrhalbinsel
- Laptew, Dmitri Jakowlewitsch (1701–1771), Russland, Nordsibirien
- La Salle, Robert (1643–1687), Frankreich, Große Seen, Mississippi
- Lasarew, Michail Petrowitsch (1788–1851), Russland, Begleiter Bellingshausens, Antarktis
- Lavrador, João Fernandes (15. Jahrhundert), Portugal, Labrador
- Lawrence, Thomas Edward (1888–1935), Großbritannien, Orient
- Le Coq, Albert von (1860–1930), Deutschland, Forschungsreisen in Zentralasien
- Ledebour, Carl Friedrich von (1786–1851), Deutschland, Altaigebirge
- Ledyard, John (1751–1789), USA, begleitete James Cook auf dessen letzter Reise, Russland
- Legaspi, Miguel López de (1502–1572), Spanien, Erforscher der Philippinen und Mexiko
- Leguat, François (1637–1735), Frankreich, Rodrigues, Mauritius
- Leichhardt, Ludwig (1813–1848), Deutschland, Forscher in Australien
- Lejean, Guillaume (1828–1871), Frankreich, Nordostafrika
- Le Maire, Jakob (1585–1616), Niederlande, Entdecker von Kap Hoorn, Staaten-Insel und Tonga
- Lemos, Gaspar de (15. und 16. Jahrhundert), Portugal, Begleiter Cabrals, Entdecker der Allerheiligenbucht
- Lenz, Oskar (1848–1925), Österreich, Afrikaforscher
- León, Juan Ponce de (1460–1521), Spanien, Konquistador in Puerto Rico, Nordamerika
- Lerman, Dragutin (1863–1918), Kroatien, Kongo
- Lerner, Theodor (1866–1931), Deutschland, Arktis
- Leschenault de la Tour, Jean Baptiste (1773–1826), Frankreich, Begleiter Baudins in Australien, Botaniker in Indien und Guyana
- Lesueur, Charles Alexandre (1778–1846), Frankreich, Australien
- Lewis, Meriwether (1774–1809), USA, Führer der ersten Amerikaexpedition über den Kontinent
- Linné, Carl von (1707–1778), Schweden, Botaniker, schaffte mit seiner binären Nomenklatur die Grundlagen für die botanische und zoologische Taxonomie, wodurch Art und Gattung in der Tier und Pflanzenwelt beschrieben werden konnten
- Lisjanski, Juri Fjodorowitsch (1773–1837), Russland, begleitete Krusenstern bei dessen Weltumseglung
- Livingstone, David (1813–1873), Großbritannien, Missionar und Afrikaforscher
- Ljachow, Iwan (18. Jahrhundert), Russland, Ljachowinseln und Kotelny
- Loaísa, García Jofre de (1490–1526), Seeweg zu den Gewürzinseln via Atlantik und Pazifik
- Louis-Philippe Loncke (1977–), Belgien, Simpsonwüste.
- López de Cárdenas, García (16. Jahrhundert), Spanien, Südwesten Nordamerikas
- Lugard, Frederick (1858–1945), Großbritannien, Uganda
- Lütke, Friedrich (1797–1882), Russland, Weltumsegler, Kamtschatka, Nowaja Semlja

## M
- MacKenzie, Alexander (1764–1820), Großbritannien, Forscher, Expeditionen in Nordamerika
- Mackenzie, Thomas (1854–1930), Neuseeland, Dusky Sound
- Mackinder, Halford (1861–1947), Großbritannien, Erstbesteiger des Batian
- Madoc (12. Jahrhundert), Wales, einer der möglichen frühen Reisenden nach Nordamerika
- Magellan, Ferdinand (etwa 1470–1521), Portugal, Seefahrer, Führer der ersten Expedition rund um die Welt
- Mage, Eugène (1837–1869), Frankreich, Westafrika
- Magyar, Ladislaus (1818–1864), Ungarn, Reisender im Kongo
- Mahu, Jacob (1564–1598), Niederlande, Südatlantik
- Makarow, Stepan Ossipowitsch (1849–1904), Russland, Nordpolarmeer
- Malaspina, Alessandro (1754–1810), Italien, Pazifik, kontinentalamerikanische Westküste, Australien
- Maler, Teoberto (1842–1917), Österreich, Mayaruinen
- Mallory, George (1886–1924), Großbritannien, Pionier des Bergsteigens am Mt. Everest, hypothetischer Erstbesteiger
- Malocello, Lancelotto (13.–14. Jahrhundert), Genua, Kanarische Inseln
- Maltzan, Heinrich von (1826–1874), Deutschland, Mekka
- Mamiya, Rinzo (1775–1844), Japan, Sachalin
- Marchand, Étienne (1755–1793), Frankreich, Weltumsegelung
- Marchand, Jean-Baptiste (1863–1934), Frankreich, Zentralafrika
- Markham, Clements (1830–1916), Großbritannien, Polarregionen
- Marno, Ernst (1844–1883), Österreich, Afrikaforscher
- Marques, Lourenço (16. Jahrhundert), Portugal, Mosambik
- Marquette, Jacques (1637–1675), Frankreich, Nordamerika
- Martius, Carl Friedrich Philipp von (1794–1868), Deutschland, Botaniker und Ethnologe, bereiste den Amazonas
- Mascarenhas, Pedro (1484–1555), Portugal, Entdecker der Maskarenen
- Matteucci, Pellegrino (1850–1881), Italien, Afrika
- Maternus, Julius (1. und 2. Jahrhundert), Rom, subsaharisches Afrika
- Mauch, Karl (1837–1875), Deutschland, der Afrikaforscher entdeckte Altzimbabwe
- Mawson, Douglas (1882–1958), Großbritannien, Erforscher der Antarktis
- Meares, John (1756–1809), Großbritannien, Nordamerika, Arktis
- Mechow, Friedrich Wilhelm Alexander von (1831–1904), Deutschland, Angola
- Mendaña de Neyra, Alvaro de (um 1541–1595), Spanien, Seefahrer, Entdecker der Salomonen und der Marquesas
- Meneses, Jorge de (um 1498–1537), Portugal, Seefahrer, Entdecker Neuguineas
- Menzies, Archibald (1754–1842), Schottland, Westindien, begleitete George Vancouver auf dessen Weltreise
- Mertz, Xavier (1882–1913), Schweiz, Antarktis
- Merz, Alfred (1880–1925), Österreich, Südatlantik
- Mesurier MacClure, Robert John le (1807–1873), Irland, Polarforscher, Entdecker der Nordwestpassage
- Meyer, Hans (1858–1929), Deutschland, Afrikaforscher, Erstbesteigung des Kilimandscharo
- Middendorff, Alexander Theodor von (1815–1894), Russland, Taimyrland, Amur-Oberlauf, Küsten des Ochotskischen Meeres
- Caroline Mikkelsen (1906–1998), Dänemark, Norwegen, Antarktis; Namensgeber Mount Caroline Mikkelsen
- Miklucho-Maklai, Nikolai Nikolajewitsch (1846–1888), Russland, Pazifikinseln, v. a. Neuguinea
- Minuit, Peter (1585–1638), Deutschland, Nordamerika
- Minutoli, Heinrich Menu von (1772–1846), Preußen, Ägypten
- Mitchell, Thomas Livingstone (1792–1855), Großbritannien, Australien
- Mohr, Eduard (1828–1876), Deutschland, Ostafrika
- Monod, Théodore (1902–2000), Frankreich, Sahara
- Montejo, Francisco de (1479–1548), Spanien, Konquistador in Yucatán
- Moresby, John (1830–1922), Großbritannien, Küste Neuguineas, Port Moresby
- Moreno, Perito (1852–1919), Argentinien, Patagonien
- Morgen, Curt (1858–1928), Deutschland, Forschungsreisen in Kamerun
- Mouhot, Henri (1826–1861), Frankreich, Südostasien
- Moustier, Marius (1853–1886), Frankreich, Quellen des Niger
- Muir, John (1838–1914), Schottland, Alaska, Sierra Nevada
- Müller, Gerhard Friedrich (1705–1783), Deutschland, Sibirien
- Müller, Salomon (1804–1863), Deutschland, Ost-Indien, Neuguinea, Timor, Sumatra
- Munk, Jens (1579–1628), Dänemark, Arktis (Nordost- und Nordwestpassage)
- Munzinger, Werner (1832–1875), Schweiz, Äthiopien

## N
- Nachtigal, Gustav (1834–1885), Deutschland, Afrika
- Nansen, Fridtjof (1861–1930), Norwegen, Arktis
- Nares, George Strong (1831–1915), Großbritannien, Nordpolarmeer
- Narváez, Pánfilo de (1440–?), Spanien, Florida
- Natterer, Johann (1787–1843), Österreich, Brasilien
- Nehsi (15. Jahrhundert v. Chr.), Ägypten, Land Punt
- Nicolet, Jean (1598–1642), Frankreich, Québec
- Nicollet, Joseph (1786–1843), Frankreich, Mississippi und Missouri
- Nicuesa, Diego de (16. Jahrhundert), Spanien, Panama
- Niebuhr, Carsten (1733–1815), Deutschland, Arabien
- Nieuhof, Joan (1618–1672), Niederlande, China, Südostasien
- Nikitin, Athanasius (15. Jahrhundert), Russland, Kaspisches Meer und Indien
- Ninnis, Belgrave Edward Sutton (1887–1912), Großbritannien, Antarktis
- Niza Marcos de (1495–1558), Spanien, Geistlicher, Nordamerika
- Nobile, Umberto (1885–1978), Italien, Polarregionen
- Noli, António (1415–1497), Italien, Kapverdische Inseln
- Noort, Olivier van (1558–1627), Niederlande, erste Weltumsegelung durch einen Niederländer
- Nordenskiöld, Adolf Erik (1832–1901), Finnland, Arktis
- Nordenskiöld, Erland (1877–1932), Schweden, Südamerika
- Nordenskjöld, Otto (1869–1928), Schweden, Patagonien, Feuerland, Arktis und Antarktis
- Norgay, Tenzing (1914–1986), Nepal, Erstbesteiger des Mt. Everest
- Noronha, Fernão de (15. und 16. Jahrhundert), Portugal, Entdecker des Fernando de Noronha-Archipels
- Nova, João da (1460–1509), Portugal, Ascención und St. Helena
- Núñez Cabeza de Vaca, Álvar (im 16. Jahrhundert), Spanien, Mexiko

## O
- Ocampo, Sebastián de (frühes 16. Jahrhundert), Spanien, Seefahrer, erste Umsegelung Kubas, Entdeckung des Golf von Mexikos
- Odorich von Pordenone (1274–1331), Italien, Reise durch Sumatra, Java, Borneo, China, Persien
- Ogden, Peter Skene (1790–1854), Kanada, Trapper, Oregon, Washington, Nevada, Kalifornien, Utah, Idaho und Wyoming
- Ojeda, Alonso de (um 1466–1516), Spanien, Seefahrer, Guyana und Trinidad
- Olearius, Adam (16. August 1603 – 23. Februar 1681), Gesandtschaftsreise nach Persien, Reiseschriftsteller, Übersetzer
- Olid, Cristóbal de (1487–1524), Spanien, Konquistador, Mexiko und Honduras
- Orbigny, Alcide d’ (1802–1857), Frankreich, Geologe, Südamerika
- Orellana, Francisco de (1511–1546), Spanien, Konquistador, Südamerika, Amazonasgebiet
- Orléans, Louis Philippe Robert d’ (1869–1926), exilierter französischer Thronprätendent, Gebiete in Grönland
- Ortiz de Retez, Íñigo (16. Jahrhundert), Spanien, Neuguinea
- Overweg, Adolf (1822–1852), Deutschland, Afrikaforscher
- Oxley, John (1785–1828), Großbritannien, New South Wales

## P
- Paccard, Michel-Gabriel (1757–1827), Italien, Erstbesteiger des Mont Blanc
- Palliser, John (1817–1887), Irland, Kanada
- Pallme, Ignaz (1806–1877), Österreich, Kordofan
- Palmer, Nathaniel (1799–1877), USA, Antarktis
- Papanin, Iwan Dmitrijewitsch (1894–1986), Sowjetunion, Arktis
- Pardo, Juan (?)Spanien, Konquistador, Südosten Nordamerika
- Park, Mungo (1771–1806), Großbritannien, Afrikaforscher, Gambia, Niger
- Parry, William Edward (1790–1855), Großbritannien, Forscher, Arktis
- Pastene, Juan Bautista (1507–1576), Italien, Konquistador, Südchile
- Payer, Julius (1842–1915), Österreich, Polarforscher, Entdecker des Franz-Josef-Landes
- Payer, Richard (1836–nach 1910), Österreich, Anden- und Amazonasgebiet
- Peary, Robert Edwin (1856–1920), USA, Polarforscher, nach eigenen Angaben Erster am Nordpol
- Pechuel-Loesche, Eduard (1840–1913), Deutschland, Amerika, Afrika
- Pelliot, Paul (1878–1945), Frankreich, Sinologe, Zentralasien
- Pereira, Duarte Pacheco (1469–1533), Portugal, Seefahrer, Atlantik, Amazonas-Mündung, Indien
- Perestrelo, Bartolomeu (1395–1457), Portugal, Seefahrer, Entdecker Madeiras
- Permjakow, Jakow (?–1712), Russland, Seefahrer, Neusibirische Inseln
- Péron, François (1775–1810), Frankreich, Begleiter Baudins in Australien
- Peters, Karl (1856–1918), Deutschland, Politiker, Afrikaforscher, Ostafrika
- Pfeiffer, Ida (1797–1858), Österreich-Ungarn, Entdeckerin, erste Weltumrundung einer Frau
- Pfeil, Joachim Graf (1857–1924), Deutschland, Forscher, Südafrika, Neuguinea
- Phipps, Constantine (1744–1792), Großbritannien, Forscher, nördl. Eismeer, Arktis
- Phokas Ioannis (1536–1602), Griechenland, Pazifischer Nordwesten
- Piccard, Auguste (1884–1962), Schweiz, Physiker und Erfinder, Höhenweltrekordler
- Piccard, Bertrand (* 1958), Schweiz, Psychiater, Wissenschaftler und Abenteurer, erste Umkreisung der Erde mit einem Heißluftballon
- Piccard, Jacques (1922–2008), Schweiz, Unterseeforscher, Tiefsee
- Pigafetta, Antonio (um 1492–nach 1531), Italien, Teilnehmer und Chronist von Magellans Weltumsegelung
- Pike, Zebulon (1779–1813), USA, Entdecker, Louisiana
- Pineda, Alonso Álvarez de (1494–1520), Spanien, Seefahrer, Golf von Mexiko
- Pining, Didrik (um 1428–1499), Deutschland, Entdecker, Neufundland und Labrador
- Pinto, Fernão Mendes (1509–1583), Portugal, Entdecker, Äthiopien, China, Indien, Japan
- Pinzón, Martín Alonso (1441–1493), Spanien, Seefahrer, Karibik
- Pinzón, Vicente Yáñez (1460–1523), Spanien, Seefahrer, Karibik, Brasilien
- Pizarro, Francisco (1471–1541), Spanien, Konquistador, Inkareich
- Pizarro, Gonzalo (1502–1548), Spanien, Konquistador, Inkareich
- Pizarro, Hernando (vor 1475–1578), Spanien, Konquistador
- Pizarro, Juan (1511–1536), Spanien, Konquistador
- Pjanda, Demid († nach 1637), Russland, Sibirien
- Plano Carpini, Johannes de (1185–1252), Italien, Mongolei
- Pöch, Rudolf (1870–1921), Österreich, Neuguinea, Australien, Südafrika
- Poeppig, Eduard Friedrich (1798–1868), Deutschland, Amazonas, Anden
- Pogge, Paul (1838–1884), Deutschland, Afrikareisender, Natal, Mauritius und Réunion
- Pohl, Johann Baptist Emanuel (1782–1834), Österreich, Brasilien
- Pó, Fernão do (15. Jahrhundert), Portugal, Gulf von Guinea
- Polo, Marco (1254–1324), Venedig, Reisender, China
- Pomp, Dirck Gerritz (1544–1608), Niederlande, erster Niederländer in Japan, wahrscheinlicher Entdecker der Südlichen Shetlandinseln
- Ponce de León (1460–1521), Spanien, Florida
- Pond, Peter (1740–1807), USA, Soldat und Pelzhändler, Kanada
- Popow, Fedot (17. Jahrhundert), Russland, Forscher, durchquerte als erster Europäer die Beringstraße
- Portolá, Gaspar de (1734–1784), Spanien, Soldat und Politiker, Kalifornien
- Pothorst, Hans (15. Jahrhundert), Deutschland, Entdecker, Neufundland und Labrador
- Powell, John Wesley (1834–1902), USA, Forscher, Colorado River und Grand Canyon
- Prontschischtschew, Wassili Wassiljewitsch (1702–1736), Russland, Sibirien
- Prschewalski, Nikolai Michailowitsch (1839–1888), Russland, Entdeckungsreisender, Ostasien
- Pryor, Nathaniel (um 1785–1850), USA, Forscher, Kontinentaldurchquerung Nordamerika
- Purtscheller, Ludwig (1849–1900), Österreich, Erstbesteigung des Kilimandscharos
- Pyrard, François (1578–1621), Frankreich, Malediven
- Pytheas (um 380–um 310 v. Chr.), antikes Griechenland, Forscher, Britannien und andere nordeuropäische Länder

## Q
- Quesada, Gonzalo Jiménez de (1509–1579), Spanien, Konquistador, Kolumbien und Chibchareiches
- Quirós, Pedro Fernandez de (ca. 1565–1615), Portugal, Seefahrer, Pazifik

## R
- Racoviță, Emil (1868–1947), Rumänien, Südpol (Teilnehmer an der Belgica-Expedition)
- Rae, John (1813–1893), Großbritannien, Forscher, kanadische Arktis
- Raffles, Thomas Stamford (1781–1826), Großbritannien, Singapur
- Rallier du Baty, Raymond (1881–1978), Frankreich, Kerguelen
- Rasmussen, Knud Johann Victor (1879–1933), Dänemark, Polarforscher
- Rauwolf, Leonhard (1535–1596), Deutschland, Naher Osten
- Raleigh, Walter (um 1554–1618), England, Forscher
- Rebmann, Johannes (1820–1876), Deutschland, Reisen ins Innere Afrikas, entdeckte den Kilimandscharo
- Reichard, Paul (1854–1938), Deutschland, Afrikaforscher
- Reiß, Wilhelm (1838–1908), Deutschland, Forscher, Südamerika, Erstbesteigung des Cotopaxi
- Reis, Piri (1470–1554/1555), Osmanischer Reich, Seefahrer, Karte des Piri Reis (osmanische Seekarte des Zentralatlantiks), Beiträge zur Weltkarte
- Reis, Seydi Ali (1498–1562), Osmanisches Reich, Seefahrer, Erforschung der Ländereien von Indien nach Konstantinopel

- Reischek, Andreas (1845–1902), Österreich, Maori-Königsland auf der Nordinsel Neuseelands
- Resanow, Nikolai Petrowitsch (1764–1807), Russland, Nordamerika
- Ricci, Matteo (1552–1610), Italien, China, betrat als erster Europäer die verbotene Stadt
- Richardson, James (1809–1851), Großbritannien, Afrikaforscher
- Richardson, John (1787–1865), Großbritannien, Nordwest-Passage, Mackenzie River
- Ritscher, Alfred (1879–1963), Deutschland, Neuschwabenland
- Rock, Joseph (1884–1962), Österreich, Burma, China
- Rodrigues, Diogo (ca. 1500–1577), Portugal, Seefahrer, Maskarenen
- Rogers, Robert (1731–1795), Britisch-Nordamerika, Soldat, Nordwestpassage via das nordamerikanische Flusssystem
- Roggeveen, Jacob (1659–1729), Niederlande, Entdecker der Osterinsel und des Samoaarchipels
- Rohlfs, Gerhard (1831–1896), Deutschland, Afrikaforscher
- Rondon, Cândido (1865–1958), Brasilien, Soldat, Mato Grosso und westliches Amazonasbecken
- Roosevelt, Kermit (1889–1943), USA, westliches Amazonasbecken
- Roosevelt, Theodore (1858–1919), USA, westliches Amazonasbecken
- Roscher Albrecht (1836–1860), Deutschland, Tansania, Niassa-(Malawi)See
- Rosenberg, Hermann von (1817–1888), Deutschland, Niederländisch-Ostindien
- Rosmyslow, Fedor (?–1771), Russland, Nowaja Semlja
- Ross, James Clark (1800–1862), Großbritannien, Forscher und Seefahrer, Polarregionen
- Rubruk, Wilhelm von (1215–1270), Flandern, Franziskaner, Mongolei
- Russanow, Wladimir Alexandrowitsch (1875–1913), Russland, Geologe, Nowaja Semlja

## S
- Saavedra, Alvaro de (16. Jahrhundert), spanischer Seefahrer, Karolinen, Marshall-Inseln und Neuguinea
- Salcedo, Juan de (1549–1576), Spanien, Philippinen
- Sannikow, Jakow (1780–1812), Russland, Neusibirische Inseln
- Santarém, João de (15. Jahrhundert), Portugal, Entdecker São Tomés, Annobóns und Principes
- Sarmiento de Gamboa, Pedro (1530–1593), Spanien, Seefahrer, Salomonen und Magellanstraße
- Savoyen, Luigi Amadeo von (1873–1933), Italien, Forschungsreisender, Nordpol, Karakorum, Afrika
- Schelikow, Grigorii Iwanowitsch (1747–1795), Russland, Russisch-Amerika (Alaska)
- Schlagintweit, Hermann von (1826–1882), Deutschland, Forschungsreisender, indischer Subkontinent
- Schmidt, Otto Juljewitsch (1891–1956), Sowjetunion, Nord-Ost-Passage
- Schnitzer, Eduard (bekannt unter dem Namen Mehmed Emin Pascha), (1840–1892), Deutscher, Afrikaforscher
- Schokalski, Juli Michailowitsch (1856–1940), Sowjetunion, Nordostpassage
- Schomburgk, Hans (1880–1967), Deutschland, Forschungsreisender, Zoologe, Tierfilmer, Afrika
- Schomburgk, Moritz Richard (1811–1891), Deutschland, Forschungsreisender, British Guiana, Brasilien, Südaustralien.
- Schomburgk, Robert Hermann (1804–1865), Deutschland, Forschungsreisender, Westindien, Mittel- und Südamerika
- Schouten, Willem Cornelisz (um 1575–1625), Holland, Seefahrer, Entdecker Kap Hoorns und Tongas
- Schrader, Carl (1852–1930), Deutschland, Südgeorgien, Neuguinea
- Schrenck, Leopold von (1826–1894), Russland, Zoologe, Geologe und Ethnologe, Amur
- Schweinfurth, Georg (1836–1925), Deutschland, Afrikaforscher, Ägypten
- Scolvus, Johannes (1435–1484), Dänemark, hypothetischer Entdecker Amerikas
- Scoresby, William (1789–1857), Großbritannien, Seefahrer und Forscher, Nordpolarmeer
- Scott, Robert Falcon (1868–1912), Großbritannien, Polarforscher, Antarktis
- Sedow, Georgi Jakowlewitsch (1877–1914), Russland, Polarforscher, Nordostpassage
- Seemann, Berthold (1825–1871), Deutschland, Forschungsreisender, Zentralamerika, Südpolarmeer, Fidschi-Inseln
- Seljan, Mirko (1871–1912), Kroatien, Globetrotter, Äthiopien, Südamerika
- Seljan, Stjepan (1875–1936), Kroatien, Globetrotter, Äthiopien, Südamerika
- Selkirk, Alexander (1676–1721), Schottland, Seefahrer, Juan-Fernández-Inseln
- Serpa Pinto, Alexandre Alberto da Rocha de (1846–1900), Portugal, südliches Afrika
- Shin, Hoei China, landete 499 mutmaßlich in Amerika
- Shipton, Eric (1907–1977), Großbritannien, Bergsteiger, Himalaya
- Shackleton, Ernest Henry (1874–1922), Irland, Polarforscher, Antarktis
- Siebold, Philipp Franz von (1796–1866), Deutschland, Japan
- Silves, Diogo de (15. Jahrhundert), Portugal, Entdecker der Azoren
- Singh, Nain (19. Jahrhundert), Indien, erstes Kartenmaterial von Tibet
- Siple, Paul (1908–1968), USA, Polarforscher
- Skylax von Karyanda (5. Jahrhundert v. Chr.), Griechenland, Forscher, Reisen zum Indus, nach Arabien und Ägypten
- Slatin, Rudolf (1857–1932), Österreich, Söldner und Abenteurer, Sudan
- Slocum, Joshua (1844–1909), Kanada, erste Alleinumsegelung der Erde
- Smith, Benjamin Leigh (1828–1913), England, Naturwissenschaftler, Arktis
- Smith, Jedediah Strong (1798–1831), USA, Trapper, Wiederentdecker des South Pass und somit Begründer des Oregon-Trail
- Smith, William (1775–?), Großbritannien, Marineoffizier, Entdecker der südlichen Shetlandinseln
- Soto, Hernando de (1496–1542), Spanien, Seefahrer und Konquistador, erforschte den Südosten der heutigen USA
- Sousa, Martim Afonso de (1500–1571), Portugal, erste Expedition ins Innere Brasiliens
- Soyaux, Hermann (1852–1928), Deutschland, Westafrika
- Speke, John Hanning (1827–1864), Großbritannien, Afrikaforscher, entdeckte den Victoriasee
- Spilbergen, Joris van (1568–1620), Niederlande, Sri Lanka
- Spöring, Herman Diedrich (1733–1771), schwedisch-finnischer Zeichner und Naturforscher, Begleiter Cooks im Pazifik
- Stairs, William (1863–1892), Großbritannien, Forscher, entdeckte eine Quelle des Nil
- Stanley, Henry Morton (1841–1904), Großbritannien, erforschte den Victoriasee, Tanganjikasee und den Kongo
- Stefánsson, Vilhjálmur (1879–1962), Kanada, Geograph und Polarforscher, Entdecker der Mackenzie-King-Insel und der Borden-Insel
- Stein, Marc Aurel (1862–1943), Ungarn, Archäologe, Zentralasien (Seidenstrasse)
- Stein zu Lausnitz, Ludwig Freiherr von (1868–1934), Deutscher, Kamerun
- Stephens, John Lloyd (1805–1852), USA, erforschte den Nahen Osten und, Mittelamerika
- Stevens, Hazard (1842–1918), USA, Erstbesteiger des Mt. Rainier
- Stewart, William (19. Jahrhundert), Schottland, Stewart-Insel
- Stoliczka, Ferdinand (1838–1874), Österreich-Ungarn, Himalaya-Gebiet
- Strabon (63 v. Chr.?–24 n. Chr.?), Grieche, Geograf, bereiste das römische Reich
- Strzelecki, Sir Paul Edmund (1797–1873), Deutscher, Forscher und Entdeckungsreisender, Amerika, Asien, Australien, Ägypten
- Stuart, John McDouall (1815–1866), Schottland, Forscher, Australien
- Sturt, Charles (1795–1869), Großbritannien, Seefahrer, Australien
- Surville, Jean-François-Marie de (1717–1770), Frankreich, Pazifik (Neuseeland)
- Svavarsson, Gardard (9. Jahrhundert), Wikinger, Entdecker Islands
- Sverdrup, Otto (1854–1930), norwegischer Polarforscher, Arktis
- Szentmartony, Ignacije (1718–1793), Kroatien, Jesuit, Amazonas

## T
- Tafel, Albert (1876–1935), Deutschland, China und Tibet
- Tanaka, Shosuke (17. Jahrhundert), Japan, Amerika
- Tappenbeck, Hans (1861–1889), Deutschland, Forschungsreisen im Kongogebiet und in Süd-Kamerun
- Tasman, Abel (1603–1659), Niederlande, entdeckte Tasmanien und Neuseeland
- Tavernier, Jean-Baptiste (1605–1689), Frankreich, Weltreisender, Orient und Indien
- Teixeira, Pedro (1585–1641), Portugal, erforschte Amazonas und Napo zur Kolonialzeit Brasiliens
- Teleki, Samuel (1865–1916), Österreich-Ungarn, Afrikaforscher, Entdecker des Rudolph- und des Stefaniesees
- Thesiger, Wilfred (1910–2003), Großbritannien, Forscher und Kartograph, Arabische Halbinsel
- Thompson, Erward Herbert (1857–1935), USA, Archäologe und Diplomat, Halbinsel Yucatan in Mexiko
- Thomson, Charles (1830–1882), Schottland, erste weltweite ozeanographische Untersuchungen
- Thomson, Joseph (1858–1895), Schottland, erforschte die Gegend von Tanganjikasee und Kongo
- Toll, Eduard (1858–1902), Russland (Deutschbalte), Neusibirische Inseln
- Tolmie, William Fraser (1812–1886), Schottland, Kanada
- Tounens, Orélie-Antoine de (1825–1878), Frankreich, Araukanien und Patagonien
- Thorbjarnardottir, Guðríður (11. Jahrhundert), Island, Nordamerika (Vinland)
- Texeira, Tristão Vaz (1395–1480), Portugal, Entdecker Madeiras
- Tinne, Alexine (1835–1869), Niederlande, suchte als erste Europäerin nach den Nilquellen
- Torre, Bernardo de la (?–1545), Entdecker der Ogasawara-Inseln und Teile der nördlichen Marianen
- Torres, Luis Váez de (ca. 1565–1613), Spanien, befuhr als erster die Torresstraße zwischen Neuguinea und Australien
- Treich-Laplène, Marcel (1860–1890), Frankreich, Elfenbeinküste
- Tristão, Nuno (?–1446), Portugal, afrikanische Westküste
- Tscheljuskin, Semjon Iwanowitsch (1700–1764), Russland, Kamtschatka
- Tschirikow, Alexei Iljitsch (18. Jahrhundert), Russland, Kamtschatka und Alaska
- Tschudi, Johann Jakob von (1818–1889), Schweiz, Naturforscher und Linguist, Südamerika
- Tudela, Benjamin von (?–1173), Spanien, Weltreisender, Orient (v. a. Naher Osten)

## U
- Ulloa, Francisco de († 1540), Spanien, Niederkalifornien
- Urdaneta, Andrés de (1498–1568), Spanien, Seefahrer, Pazifikroute Philippinen-Mexiko
- Ursúa, Martín de (17. Jahrhundert), Spanien, Guatemala
- Urville, Jules Dumont d' (1790–1842), Frankreich, Erforscher des Pazifik und der Antarktis
- Urwanzew, Nikolai Nikolajewitsch (1893–1985), Sowjetunion, Sewernaja Semlja
- Uschakow, Georgi Alexejewitsch (1901–1963), Sowjetunion, Arktis

## V
- Valdivia, Pedro de (1497–1553), Spanien, Konquistador, Peru, Chile
- Vancouver, George (1757–1798), Großbritannien, Entdecker, Erforschung der Pazifikküste Nordamerikas
- Van Trump, Philemon Beecher (1839–1916), USA, Erstbesteigung des Mt. Rainier
- Varennes et de la Vérendrye, Pierre Gaultier de (1685–1749), Französisch-Kanada, Soldat und Händler, Nordamerika
- Varthema, Ludovico de (ca. 1470–1517), Italien, einer der ersten Europäer in Medina und Mekka, Indien
- Vázquez de Ayllón, Lucas (1475–1526), Spanien, Konquistador, Osten der heutigen USA
- Velázquez de Cuéllar, Diego (1465–1524), Spanien, Eroberer und erster Gouverneur Kubas
- Velho Cabral, Gonçalo (1400–1460), Portugal, Entdecker der östlichen Inseln der Azoren
- Verrazano, Giovanni da (1485–1528), Florenz, Meeresforscher, Ostküste der heutigen USA
- Vespucci, Amerigo (1454–1512), Florenz, Seefahrer, entdeckte Teile Südamerikas
- Villalobos, Ruy López de (1500–1544), Spanien, erforschte den Pazifik und die Philippinen
- Villegagnon, Nicolas Durand de (1510–1571), Frankreich, Kolonist, Brasilien
- Vivaldi, Guido (14. Jahrhundert), Genua, unternahm 150 Jahre vor Columbus den Versuch, Indien westlicher Richtung zu finden, Entdecker der Kapverdischen Inseln
- Vivaldi, Ugolino (14. Jahrhundert), Genua, unternahm 150 Jahre vor Columbus den Versuch, Indien in westlicher Richtung zu finden, Entdecker der Kapverdischen Inseln
- Vizcaíno, Sebastián (1548–1623), Spanien, Seefahrer und Diplomat, Mexiko, Kalifornien, Japan
- Vlamingh, Willem de (1640–1698), Niederlande, Seefahrer, Australien (Rottnest- und Dirk-Hartog-Insel)
- Vogel, Eduard (1829–1855), Deutschland, Afrikaforscher, Tschad

## W
- Wagner, Moritz (1813–1887), Deutschland, Naher Osten, Amerika
- Wakefield, William (1801–1848), Großbritannien, Neuseeland, Gründer Wellingtons
- Waldeck, Jean-Frédéric (1766–1875), Frankreich, Antiquar, Künstler und Forscher, Maya-Ruinen
- Walker, Joseph (1798–1876), USA, Begründer des California-Trail und Entdecker des Yosemite
- Wallace, Alfred Russel (1823–1913), Großbritannien, Naturforscher, Indonesien, entdeckte die biogeographische Grenze zwischen den Inseln Borneo und Sulawesi, sowohl über als auch unter Wasser
- Wallis, Samuel (1728–1795), Großbritannien, Tahiti
- Warner, Langdon (1881–1955), USA, Harvard-Professor, Seidenstraße
- Warburton, Peter (1813–1889), Großbritannien, West- und Zentralaustralien
- Wassiljew, Michail Petrowitsch (1857–1904), Russland, Kommandant des Eisbrechers Jermak in arktischen Gewässern
- Weddell, James (1787–1834), England, Seefahrer und Robbenjäger, Antarktis
- Weert, Seebald de (?–1602), Niederlande, Falkland-Inseln, Südostasien
- Wegener, Alfred (1880–1930), Deutschland, Geophysiker und Forschungsreisender, Grönland
- Welwitsch, Friedrich (1806–1872), Österreich, Botaniker, Angola
- Weyprecht, Carl (1838–1881), Deutschland, Polarforscher, Mitentdecker des Franz-Josef-Landes
- Whymper, Edward (1840–1911), Großbritannien, Erstbesteiger des Matterhorns und des Chimborazos
- Wilczeck, Johann Nepomuk Graf (1837–1922), Österreich, Polarforscher, Arktis
- Wild, John Robert Francis (1873–1939), Großbritannien, Antarktis
- Wilhelm von Rubruk (1215–1270), Flandern, Franziskaner, Mongolei
- Wilkes, Charles (1798–1877), USA, Erforscher der Antarktis
- Wilkins, Hubert (1888–1958), Australien, Flugpionier, Arktis, Weddell-Meer
- Wilkizki, Boris Andrejewitsch (1885–1961), Russland, Sewernaja Semlja
- Willoughby, Hugh (?–1554), England, Seefahrer, Erkundung der Nordost-Passage
- Wills, William John (1834–1861), Versuch einer Nord-Süd-Durchquerung Australiens
- Wilson, Edward (1872–1912), Großbritannien, Antarktis
- Worsley, Frank (1872–1943), Neuseeland, Begleiter Shackletons in der Antarktis
- Wissmann, Hermann von (1853–1905), Deutschland, Afrikaforscher, durchquerte Zentralafrika und unternahm mehrere (militärische), Expeditionen in Deutsch-Ostafrika
- Witsen, Nicolaas (1641–1717), Niederlande, Sibirien
- Wrangel, Ferdinand von (1797–1870), Russland, Sibirien
- Wüllerstorf-Urbair, Bernhard von (1816–1883), Österreich, Leiter der Novara-Expedition
- Württemberg, Paul Wilhelm von (1797–1860), Deutschland, Naturforscher, Nordamerika und Mexiko

## X
- Xaver Franz (1506–1552), Spanien, als Missionar weite Reisen durch Indien und Japan.
- Xuanzang (603–664), China, Seidenstraße, Indien, Afghanistan

## Y
- Yamada, Nagasama (1590–1630), Japan, Siam
- Young, Edward (1831–1896), Großbritannien, Afrikaforscher
- Younghusband, Sir Francis (1863–1942), England, Indien und Tibet
- Yupanqui, Túpac (?–1493), Peru, 10. Herrscher des Inkareiches, entdeckte wahrscheinlich selbst mit einer Flotte aus Balsaflößen die Osterinsel während seiner Herrscherzeit

## Z
- Zahm, John Augustine (1851–1921), USA, Brasilien
- Zarco, João Gonçalves (1380–1467), Portugal, Madeira
- Zhang Qian (2. Jahrhundert v. Chr.), China, Mittelasiens
- Zheng He (1371–1435), China, Indischer Ozean in Richtung Afrika und Arabien
- Zintgraff, Eugen (1858–1897), Forschungsreisender, Kongogebiet und Kamerun
- Zöller, Hugo (1852–1933), Deutschland, Forschungsreisender, Westafrika und Kamerun
- Zollinger, Heinrich (1818–1859), Schweiz, Java und Sunda-Inseln
- Zurbriggen, Matthias (1856–1917), Schweiz, Erstbesteiger Aconcagua, Karakorum, Indien, Australien
- Zweifel, Josua (1854–1895), Schweiz, Quellen des Niger